# Quincy Amarikwa
Quincy Obinna Amarikwa (Bakersfield, California, Estados Unidos: 29 de octubre de 1987) es un exfutbolista estadounidense. Jugaba de delantero.

## Trayectoria

### Inicios
Amarikwa jugó al fútbol universitario para los UC Davis Aggies de la Universidad de California en Davis. Durante esta etapa, en el año 2008 jugó para el Bakersfield Brigade de la USL Premier Development League.

### Profesionalismo
Amarikwa fue seleccionado por el San Jose Earthquakes en la tercera ronda del SuperDraft de la MLS 2009. Debutó para San Jose en el primer encuentro de la temporada 2009 ante New England Revolution, y anotó su primer gol el 7 de octubre al FC Dallas.
En abril de 2010 fue intercambiado al Colorado Rapids por la selección de la segunda ronda del SuperDraft de 2012. En los Rapids jugó 31 encuentros y anotó tres goles, donde además fue parte del equipo que consiguió la Copa MLS 2010.
Dejó Colorado en 2012, y entrenó durante dos semanas con el New York Red Bulls, aunque nunca fichó por el equipo de New York y el 21 de julio fue intercambiado por la selección del draft al Toronto FC.
En febrero de 2013 fue intercambiado al Chicago Fire. En sus dos años y medio en Chicago, jugó 60 encuentros y anotó 11 goles.
En junio de 2015, Chicago Fire intercambió a Amarikwa al San Jose Earthquakes por el defensor Ty Harden.
El 8 de agosto de 2018, Amarikwa fue intercambiado al Montreal Impact por Dominic Oduro.
Dejó Montreal al término de la temporada 2018, y el 1 de marzo de 2019 fichó por el D.C. United. Anotó su primer gol en su nuevo club el 12 de julio al New England Revolution. Dejó el D.C. al término de la temporada 2019.
El 1 de septiembre de 2020, Amarikwa fichó por Las Vegas Lights de la USL Championship.

## Estadísticas
Actualizado al último partido disputado el 27 de julio de 2019.
| San Jose Earthquakes Estados Unidos |               |               |     |    |   |   |   |   |   |    |     |    |
| 1.ª | 2009          | 24            | 1   | 0  | 0 | - | - | 0 | 0 | 24 | 1   |    |
| 1.ª | 2010          | 7             | 0   | 0  | 0 | - | - | 0 | 0 | 7  | 0   |    |
| 1.ª | 2015          | 17            | 6   | 0  | 0 | 2 | 0 | 0 | 0 | 17 | 6   |    |
| 1.ª | 2016          | 23            | 3   | 0  | 0 | - | - | 0 | 0 | 23 | 3   |    |
| 1.ª | 2017          | 9             | 0   | 0  | 0 | - | - | 1 | 0 | 10 | 0   |    |
| 1.ª | 2018          | 14            | 0   | 1  | 0 | - | - | 1 | 0 | 16 | 0   |    |
| Total club | Total club    | 94            | 10  | 1  | 0 | 2 | 0 | 2 | 0 | 97 | 10  |    |
| Colorado Rapids Estados Unidos |               |               |     |    |   |   |   |   |   |    |     |    |
| 1.ª | 2010          | 11            | 1   | 0  | 0 | - | - | 3 | 0 | 14 | 1   |    |
| 1.ª | 2011          | 15            | 1   | 0  | 0 | 4 | 1 | 1 | 0 | 20 | 2   |    |
| 1.ª | 2012          | 3             | 1   | 0  | 0 | - | - | - | - | 3  | 1   |    |
| Total club | Total club    | 29            | 3   | 0  | 0 | 4 | 1 | 4 | 0 | 37 | 4   |    |
| Toronto FC · Canadá |               |               |     |    |   |   |   |   |   |    |     |    |
| 1.ª | 2012          | 11            | 0   | 0  | 0 | 3 | 2 | - | - | 14 | 2   |    |
| Total club | Total club    | 11            | 0   | 0  | 0 | 3 | 2 | 0 | 0 | 14 | 2   |    |
| Chicago Fire SC Estados Unidos |               |               |     |    |   |   |   |   |   |    |     |    |
| 1.ª | 2013          | 14            | 3   | 1  | 0 | - | - | - | - | 15 | 3   |    |
| 1.ª | 2014          | 32            | 8   | 4  | 2 | - | - | - | - | 36 | 10  |    |
| 1.ª | 2015          | 14            | 0   | 1  | 1 | - | - | - | - | 15 | 1   |    |
| Total club | Total club    | 60            | 11  | 6  | 3 | 0 | 0 | 0 | 0 | 66 | 14  |    |
| Montreal Impact · Canadá |               |               |     |    |   |   |   |   |   |    |     |    |
| 1.ª | 2018          | 10            | 1   | 0  | 0 | 0 | 0 | 0 | 0 | 10 | 1   |    |
| Total club | Total club    | 10            | 1   | 0  | 0 | 0 | 0 | 0 | 0 | 10 | 1   |    |
| D.C. United Estados Unidos |               |               |     |    |   |   |   |   |   |    |     |    |
| 1.ª | 2019          | 15            | 1   | 1  | 0 | - | - | - | - | 16 | 1   |    |
| Total club | Total club    | 15            | 1   | 1  | 0 | 0 | 0 | 0 | 0 | 16 | 1   |    |
| Total carrera | Total carrera | Total carrera | 219 | 26 | 8 | 3 | 9 | 3 | 6 | 0  | 239 | 32 |
| (1) Incluye datos de la U.S: Open Cup (2) Incluye datos de la International Champions Cup (2015) y la Liga de Campeones de la Concacaf (2011, 2012). (3) Incluye datos de la Copa MLS |               |               |     |    |   |   |   |   |   |    |     |    |

## Palmarés

### Títulos nacionales
| Título   | Club            | País           | Año  |
| -------- | --------------- | -------------- | ---- |
| Copa MLS | Colorado Rapids | Estados Unidos | 2010 |